# دراگویل
دراگویل (به بلغاری: Dragoil) یک منطقهٔ مسکونی در بلغارستان است که در استان صوفیه واقع شده‌است.